# Nóstimo
Nóstimo (Nostimo) är en ort i Grekland.   Den ligger i prefekturen Nomós Kastoriás och regionen Västra Makedonien, i den norra delen av landet, 300 km nordväst om huvudstaden Aten. Nóstimo ligger 915 meter över havet och antalet invånare är 108.
Terrängen runt Nóstimo är lite kuperad. Runt Nóstimo är det ganska glesbefolkat, med 24 invånare per kvadratkilometer. Närmaste större samhälle är Kastoria, 15,7 km norr om Nóstimo. Trakten runt Nóstimo består till största delen av jordbruksmark.